# Едріан Ганнел
Е́дріан Га́ннел (англ. Adrian Gunnell, нар.24 серпня 1972) —  англійський професіональний гравець в снукер.
Найкращим для Ганнела став  сезон 2007/2008, коли він посів 36-й рядок світового рейтингу. У цьому сезоні найуспішнішим для нього став турнір  Шанхай Мастерс, де він пройшов до другого кола (1/8 фіналу), обігравши  Алі Картера, але потім поступився переможцю турніру —  Домініку Дейлу.
За час виступів в мейн-турі Ганнел жодного разу не проходив далі 1/8 фіналу (в 1/8 він також виступав у 2001 році на  Thailand Masters, у 2005 році на  China Open та у 2008 році на  Гран-прі). На Гран-прі він у кваліфікації здолав  Вінсента Малдуна та  Стюарта Бінгема, в першому колі обіграв  Шона Мерфі, 5:3, а у 1/8-й, у впертій чотиригодинному матчі поступився  Стіву Девісу з рахунком 4:5. Все той же Девіс в останньому раунді кваліфікації не пустив Ганнела на  чемпіонат Великої Британії — домашній турнір Едріана, що проходив тоді в Телфорд.
На чемпіонат світу йому не вдавалося кваліфікуватися жодного разу (причому з 2006 по 2010 він зупинявся в одному колі від виходу в основну сітку).
Граючи з другом, Яном Даффі, в клубі Телфорду у 2003 році, Ганнел здійснив своєрідний подвиг: в чотирьох фреймах він зробив три  максимуми. 
 На турнірі Едріан Ганнел також зумів зробити 147, у сезоні 1998/99 під час кваліфікації до турніру  Thailand Masters. 
 Його найбільшою метою є потрапити  до основної частини  чемпіонату світу у  театрі Крусібл в Шеффілді.
У 2009 Едріан Ганнел виявився черговим спортсменом, у якого були виявлені симптоми свинячого грипу .